# North Shore News
Die North Shore News ist eine Zeitung in British Columbia, Kanada. Dabei handelt es sich um eine Lokalzeitung, die ihr Verbreitungsgebiet in North-Vancouver und West-Vancouver hat. Sie gehört zu den LMP Newspapers, Eigentümer ist das Unternehmen Glacier Community Media. Sie unterhält sowohl Print- als auch Online-Angebote und erscheint jeweils mittwochs und freitags. Die Zeitung wurde im Jahr 2018 von Vicki Magnison geleitet. In der Hauptsache bietet die Zeitung Nachricht aus dem Lokalbereich, Inhalte zu den Ressorts British Columbia, Kanada und Internationales Geschehen werden zugeliefert.

## Geschichte
Der Name der Zeitung North Shore leitet sich von der gleichnamigen Gebirgskette, den North Shore Mountains ab. Diese liegen am Nordufer (engl. north shore) des Fjordes Burrard Inlet. an dessen Ufern sich auch North- und West-Vancouver befinden.
Die Zeitung wurde im Jahr 1969 gegründet. In ihrer Eigendarstellung versteht sie sich als Bindeglied zwischen North- und West-Vancouver. Ab dem Jahr 1980 erhielt die Zeitung erste nationale und internationale Auszeichnungen, deren Anzahl sich bis heute auf zirka 200 summiert. Darunter befindet sich die Prämierung „Zeitung des Jahres“ der Canadian Community Newspaper Association in den Jahren 2007, 2008 und 2011 sowie die Auszeichnung „Gold“ bei den Community Newspaper Awards.
Das Konkurrenzblatt The North Shore Outlook, ursprünglich im Eigentum von Black Press, wurde im Jahr 2014 eingestellt.